# دکتر پوپول
دکتر پوپول (انگلیسی: Dr. Popaul) یک فیلم سینمایی فرانسوی-ایتالیایی در ژانر کمدی سیاه به کارگردانی کلود شابرول محصول سال ۱۹۷۲ است.
این فیلم بر اساس رمان «قتل در اوقات فراغت» ساخته هوبرت مونتیلهت در سال ۱۹۶۹ ساخته شد.

## بازیگران
- ژان-پل بلموندو در نقش دکتر پل سیمای
- میا فارو در نقش کریستین دوپونت
- لائورا آنتونلی در نقش مارتین دوپونت
- مارلین اپلت در نقش کارول
- دومینیک زاردی به عنوان اسقف
- دنیل لکورتوا نقش پروفسور دوپونت
- پاتریک پرژین در نقش آرتور ریگنارد
- میشل پیرلون در نقش جوزف
- هانری آتال در نقش یک پیرزن

## تولید
این فیلم اولین فیلم از شرکت تولیدی خود بلموندو، سریتو فیلم بود.